# Jung Sun-Yong
Jung Sun-Yong (en coreano: 정선용; 11 de marzo de 1971) es una deportista surcoreana que compitió en judo.
Participó en dos Juegos Olímpicos de Verano en los años 1992 y 1996, obteniendo una medalla de plata en Atlanta 1996 en la categoría de –56 kg. En los Juegos Asiáticos de 1994 consiguió una medalla de oro.
Ganó dos medallas en el Campeonato Mundial de Judo, en los años 1989 y 1995, y tres medallas en el Campeonato Asiático de Judo entre los años 1988 y 1995.

## Palmarés internacional
| Juegos Olímpicos    | Juegos Olímpicos         | Juegos Olímpicos  | Juegos Olímpicos |
| Año                 | Lugar                    | Medalla           | Categoría        |
| ------------------- | ------------------------ | ----------------- | ---------------- |
| 1996                | Atlanta (Estados Unidos) | Medalla de plata  | –56 kg           |
| Campeonato Mundial  |                          |                   |                  |
| Año                 | Lugar                    | Medalla           | Categoría        |
| 1989                | Belgrado (Yugoslavia)    | Medalla de bronce | –56 kg           |
| 1995                | Chiba (Japón)            | Medalla de plata  | –56 kg           |
| Juegos Asiáticos    |                          |                   |                  |
| Año                 | Lugar                    | Medalla           | Categoría        |
| 1994                | Hiroshima (Japón)        | Medalla de oro    | –56 kg           |
| Campeonato Asiático |                          |                   |                  |
| Año                 | Lugar                    | Medalla           | Categoría        |
| 1988                | Damasco (Siria)          | Medalla de bronce | –56 kg           |
| 1993                | Macao (Portugal)         | Medalla de oro    | –56 kg           |
| 1995                | Nueva Delhi (India)      | Medalla de oro    | –56 kg           |